# Nati nel 1980/Luglio
| Questa pagina contiene informazioni ricavate automaticamente dalle voci biografiche con l'ausilio del template Bio e di un bot. L'aggiornamento è periodico e automatico e ricostruisce completamente la pagina. Se manca una persona in questa lista, sei pregato di non aggiungerla, ma accertati piuttosto che la sua voce biografica contenga il template Bio e che i dati anagrafici siano correttamente compilati. Se il template Bio manca, inseriscilo tu stesso o, in alternativa, metti l'avviso {{tmp\|Bio}} che ne segnala la mancanza. Se i dati riportati sono sbagliati, correggi direttamente la voce biografica; le modifiche saranno visibili in questa lista entro pochi giorni. Per chiarimenti vedi il progetto biografie. La lista contiene solo le 403 persone che sono citate nell'enciclopedia e per le quali è stato implementato correttamente il template Bio. Pagina aggiornata al 18 ago 2025. |

- 1º luglio - Ott Aardam, attore estone
- 1º luglio - Saad Al-Zahrani, ex calciatore saudita
- 1º luglio - Michael Berrer, ex tennista tedesco
- 1º luglio - Leonardo Calmonte, giocatore di calcio a 5 e allenatore di calcio a 5 italiano
- 1º luglio - Aslanbek Chuštov, lottatore russo
- 1º luglio - Nelson Cruz, giocatore di baseball dominicano
- 1º luglio - Olga Cygan, schermitrice polacca
- 1º luglio - Fortune Feimster, attrice, cabarettista e sceneggiatrice statunitense
- 1º luglio - Federico Freni, politico italiano
- 1º luglio - Vladimir Gazzaev, allenatore di calcio e ex calciatore russo
- 1º luglio - Nina Lisandrello, attrice statunitense
- 1º luglio - Youssef Mohamad, allenatore di calcio e ex calciatore libanese
- 1º luglio - Riley Moore, politico statunitense
- 1º luglio - Ioana Petrescu, politica e economista rumena
- 1º luglio - Lorenzo Rossetti, ex calciatore italiano
- 1º luglio - Shon Seung-mo, giocatore di badminton sudcoreano
- 1º luglio - Katalin Varga, schermitrice ungherese
- 1º luglio - Benjamin Wright, ex calciatore inglese
- 1º luglio - Eros Antonio Piazza, dirigente sportivo e ex calciatore italiano
- 2 luglio - Dalibor Bagarić, ex cestista croato
- 2 luglio - Kendrell Bell, ex giocatore di football americano statunitense
- 2 luglio - Rachel Brown, ex calciatrice inglese
- 2 luglio - Fabrizio Careddu, attore italiano
- 2 luglio - Pier Paolo Ciurlia, liutista italiano
- 2 luglio - Massimiliano Fedriga, politico italiano
- 2 luglio - Baffour Gyan, ex calciatore ghanese
- 2 luglio - Jiří Homola, calciatore ceco
- 2 luglio - Matej Marin, ciclista su strada sloveno († 2021)
- 2 luglio - Sergio Marinangeli, ex ciclista su strada italiano
- 2 luglio - Alexander Petersson, ex pallamanista e allenatore di pallamano islandese
- 2 luglio - Zach Scott, ex calciatore statunitense
- 3 luglio - Adel Abdullah Abbas, ex calciatore emiratino
- 3 luglio - Tony Akins, ex cestista statunitense
- 3 luglio - Taras Dan'ko, lottatore ucraino
- 3 luglio - Manabu Ikeda, ex calciatore giapponese
- 3 luglio - Jenny Jones, snowboarder britannica
- 3 luglio - Saud Kariri, ex calciatore saudita
- 3 luglio - Waltraud Kaser, hockeista su ghiaccio italiana
- 3 luglio - Tat'jana Logunova, schermitrice russa
- 3 luglio - Dawn McEwen, giocatrice di curling canadese
- 3 luglio - Antti Miettinen, hockeista su ghiaccio finlandese
- 3 luglio - Viktors Morozs, allenatore di calcio e ex calciatore lettone
- 3 luglio - Olivia Munn, attrice, modella e personaggio televisivo statunitense
- 3 luglio - Boštjan Nachbar, ex cestista sloveno
- 3 luglio - Tomáš Oravec, ex calciatore slovacco
- 3 luglio - Roland Schoeman, nuotatore sudafricano
- 3 luglio - Ariane Sherine, umorista, giornalista e drammaturga britannica
- 3 luglio - Harbhajan Singh, crickettista indiano
- 3 luglio - Shoshannah Stern, attrice statunitense
- 3 luglio - Giōrgos Theodōridīs, ex calciatore greco
- 3 luglio - Trae tha Truth, rapper statunitense
- 3 luglio - Kid Sister, rapper e attrice statunitense
- 3 luglio - Carla Zambelli, politica brasiliana
- 4 luglio - Satomi Arai, doppiatrice giapponese
- 4 luglio - Ivan Babikov, ex fondista russo
- 4 luglio - Selma Bajrami, cantante bosniaca
- 4 luglio - Benson Barus, maratoneta e mezzofondista keniota
- 4 luglio - Thomas J. Bergersen, compositore norvegese
- 4 luglio - Rune Bolseth, ex calciatore norvegese
- 4 luglio - Stephen Brun, ex cestista francese
- 4 luglio - Vladimir Buscaglia, ex cestista e allenatore di pallacanestro svizzero
- 4 luglio - Kim Chapiron, regista e sceneggiatore francese
- 4 luglio - Riccardo Filippelli, tiratore a volo italiano
- 4 luglio - Marc Lieb, pilota automobilistico tedesco
- 4 luglio - Ken'ichi Maeyamada, musicista, compositore e paroliere giapponese
- 4 luglio - Arlind Nora, ex calciatore albanese
- 4 luglio - Alpa Gun, rapper tedesco
- 4 luglio - Max Elliott Slade, attore statunitense
- 5 luglio - Yoshirō Abe, ex calciatore giapponese
- 5 luglio - Csaba Borbely, ex calciatore rumeno
- 5 luglio - Gustaph, cantante e pianista belga
- 5 luglio - Alessandro Correa, ex calciatore brasiliano
- 5 luglio - Pauly D, personaggio televisivo e disc jockey statunitense
- 5 luglio - Adam Harrington, ex cestista e allenatore di pallacanestro statunitense
- 5 luglio - Donnie Jones, ex giocatore di football americano statunitense
- 5 luglio - Zayed Khan, attore indiano
- 5 luglio - Nguyễn Minh Phương, ex calciatore vietnamita
- 5 luglio - Rui Rêgo, ex calciatore portoghese
- 5 luglio - Hannes Reichelt, ex sciatore alpino austriaco
- 5 luglio - David Rozehnal, ex calciatore ceco
- 5 luglio - Kandia Traoré, ex calciatore ivoriano
- 5 luglio - Alex Wesby, ex cestista statunitense
- 6 luglio - César Ricardo de Lucena, allenatore di calcio e ex calciatore brasiliano
- 6 luglio - Tshering Chhoden, ex arciera bhutanese
- 6 luglio - Pau Gasol, ex cestista spagnolo
- 6 luglio - Marcelo Goianira, ex calciatore brasiliano
- 6 luglio - Eva Green, attrice e modella francese
- 6 luglio - Kim Chung-tae, arciere sudcoreano
- 6 luglio - Giuliano Lamma, allenatore di calcio e ex calciatore italiano
- 6 luglio - Simone Moretto, attore italiano
- 6 luglio - Joell Ortiz, rapper statunitense
- 6 luglio - Anna Premoli, scrittrice croata
- 6 luglio - Mattia Soloperto, ex cestista italiano
- 6 luglio - Derlis Torres, ex cestista paraguaiano
- 7 luglio - Ebrahim Al Mishkhas, calciatore bahreinita
- 7 luglio - Alejandra Benítez, schermitrice e politica venezuelana
- 7 luglio - David Berbotto, ex nuotatore italiano
- 7 luglio - John Buck, ex giocatore di baseball statunitense
- 7 luglio - Marika Domińczyk, attrice polacca
- 7 luglio - Deidre Downs, modella statunitense
- 7 luglio - Serap Güler, politica tedesca
- 7 luglio - Sergej Klimov, dirigente sportivo, ex ciclista su strada e pistard russo
- 7 luglio - Michelle Kwan, ex pattinatrice artistica su ghiaccio statunitense
- 7 luglio - Takeshi Nishikawa, ex giocatore di football americano giapponese
- 7 luglio - Victoriano Rivas Álvaro, allenatore di calcio e ex calciatore spagnolo
- 7 luglio - Kanfory Sylla, ex calciatore guineano
- 8 luglio - Mariusz Fyrstenberg, allenatore di tennis e ex tennista polacco
- 8 luglio - Robbie Keane, allenatore di calcio e ex calciatore irlandese
- 8 luglio - Marialucia Lorefice, politica italiana
- 8 luglio - Muhammad Ridwan, calciatore indonesiano
- 8 luglio - Bastien Ripoll, canottiere francese
- 8 luglio - Achraf Tadili, atleta canadese
- 8 luglio - Tom Williams, ex calciatore inglese
- 8 luglio - Yang Tae-young, ex ginnasta sudcoreano
- 9 luglio - Svetlana Abrosimova, ex cestista russa
- 9 luglio - Charles Briceño, schermidore venezuelano
- 9 luglio - Roberta Caronia, attrice italiana
- 9 luglio - Argirios Giannikīs, allenatore di calcio greco
- 9 luglio - Francesco Gungui, scrittore italiano
- 9 luglio - Jhoel Herrera, ex calciatore peruviano
- 9 luglio - Jobie Hughes, scrittore statunitense
- 9 luglio - Antonella Manzoni, sciatrice d'erba italiana
- 9 luglio - Danijel Radiček, ex calciatore croato
- 9 luglio - Wil Traval, attore australiano
- 9 luglio - Lee Wei, attore, cantante e modello taiwanese
- 9 luglio - Chris Williams, cestista statunitense († 2017)
- 10 luglio - Javier Del Pino, ex calciatore spagnolo
- 10 luglio - Lucy Gaskell, attrice britannica
- 10 luglio - Jhamak Ghimire, scrittrice e editorialista nepalese
- 10 luglio - Ezequiel González, ex calciatore argentino
- 10 luglio - Han Eun-jung, attrice sudcoreana
- 10 luglio - José Anilton Júnior, ex calciatore brasiliano
- 10 luglio - Claudia Leitte, cantante, musicista e ballerina brasiliana
- 10 luglio - Bruno Magalhães, pilota di rally portoghese
- 10 luglio - Silvia Marty, attrice, ballerina e cantante spagnola
- 10 luglio - Brian Mast, politico statunitense
- 10 luglio - Thomas Ian Nicholas, attore e cantante statunitense
- 10 luglio - Adam Petty, pilota automobilistico statunitense († 2000)
- 10 luglio - Mario Raimondi, ex calciatore svizzero
- 10 luglio - James Rolfe, youtuber statunitense
- 10 luglio - Shikma Bressler, fisica e attivista israeliana
- 10 luglio - Jessica Simpson, cantante e attrice statunitense
- 10 luglio - Jarle Steinsland, ex calciatore norvegese
- 11 luglio - Mathias Boe, giocatore di badminton danese
- 11 luglio - Nikolaj Domakinov, ex calciatore bulgaro
- 11 luglio - Durval, ex calciatore brasiliano
- 11 luglio - Steeve Elana, ex calciatore francese
- 11 luglio - Jenny Hval, cantante e compositrice norvegese
- 11 luglio - Pius Ikedia, ex calciatore nigeriano
- 11 luglio - Tyson Kidd, ex wrestler canadese
- 11 luglio - Jabu Mahlangu Pule, ex calciatore sudafricano
- 11 luglio - Zuzana Mračnová, ex cestista slovacca
- 11 luglio - Spencer Nelson, allenatore di pallacanestro e ex cestista statunitense
- 11 luglio - Juan José Oroz, dirigente sportivo e ex ciclista su strada spagnolo
- 11 luglio - Daniele Pietropolli, ex ciclista su strada italiano
- 11 luglio - Kevin Powers, scrittore statunitense
- 12 luglio - Jessica Barth, attrice e modella statunitense
- 12 luglio - Chris Bracey, ex cestista statunitense
- 12 luglio - Vanessa Cattoi, politica italiana
- 12 luglio - Kristen Connolly, attrice statunitense
- 12 luglio - César De Cesare, canoista argentino
- 12 luglio - Audrey Descouts, schermitrice francese
- 12 luglio - Irina Embrich, schermitrice estone
- 12 luglio - Phil Evans, ex calciatore gallese
- 12 luglio - Mylène Jampanoï, attrice e modella francese
- 12 luglio - Katherine Legge, pilota automobilistica britannica
- 12 luglio - Michal Michalík, pentatleta ceco
- 12 luglio - Luis Ortega, regista e sceneggiatore argentino
- 12 luglio - Daniele Quadrini, ex calciatore italiano
- 12 luglio - Valentina Sassi, ex tennista e allenatrice di tennis italiana
- 12 luglio - Fiorello Toppo, ex cestista italiano
- 12 luglio - Marciano José do Nascimento, ex calciatore brasiliano
- 13 luglio - Jeremiah Baisako, ex calciatore namibiano
- 13 luglio - Emile Haynie, produttore discografico e disc jockey statunitense
- 13 luglio - Cédric Hengbart, ex calciatore francese
- 13 luglio - Sara Lövestam, scrittrice svedese
- 13 luglio - Generoso Maraia, politico italiano
- 13 luglio - Cory Mills, politico statunitense
- 13 luglio - Pejman Nouri, ex calciatore iraniano
- 13 luglio - Tara Whitten, pistard canadese
- 14 luglio - Andrea Bosca, attore e regista italiano
- 14 luglio - Balian Buschbaum, ex astista tedesco
- 14 luglio - Ryan Case, montatrice statunitense
- 14 luglio - Christian Dingert, arbitro di calcio tedesco
- 14 luglio - Luchi Gonzalez, allenatore di calcio e ex calciatore statunitense
- 14 luglio - Jérôme Haehnel, allenatore di tennis e ex tennista francese
- 14 luglio - Assita Kanko, politica burkinabé
- 14 luglio - Francesco Roncalli, ex mezzofondista italiano
- 14 luglio - Kenia Sinclair, ex mezzofondista giamaicana
- 14 luglio - George Smith, ex rugbista a 15 australiano
- 14 luglio - Leonardo Soares Conceição, ex giocatore di calcio a 5 brasiliano
- 14 luglio - Mody Traoré, ex calciatore francese
- 14 luglio - Giuseppe Vives, calciatore italiano
- 14 luglio - Giulio Zardo, bobbista canadese
- 15 luglio - Paolo Bailetti, ex ciclista su strada italiano
- 15 luglio - Jordi Benet, ex calciatore andorrano
- 15 luglio - Chris Denorfia, ex giocatore di baseball statunitense
- 15 luglio - Tosin Dosunmu, ex calciatore nigeriano
- 15 luglio - Cédric Ferchaud, cestista francese
- 15 luglio - Roger González, attore e conduttore televisivo messicano
- 15 luglio - Grouper, musicista statunitense
- 15 luglio - Peter Johansen, ex cestista danese
- 15 luglio - Bruno Mbanangoyé, ex calciatore gabonese
- 15 luglio - Andrea Perroni, attore e comico italiano
- 15 luglio - Jasper Pääkkönen, attore finlandese
- 15 luglio - Yorick Treille, allenatore di hockey su ghiaccio e ex hockeista su ghiaccio francese
- 15 luglio - Mike Zambidis, artista marziale, kickboxer e thaiboxer greco
- 16 luglio - José Amaya, ex calciatore colombiano
- 16 luglio - Tvboy, artista e writer italiano
- 16 luglio - Lindsey Berg, ex pallavolista statunitense
- 16 luglio - Giorgio Di Vicino, ex calciatore italiano
- 16 luglio - Svetlana Feofanova, astista russa
- 16 luglio - Elena Ficarelli, ex calciatrice italiana
- 16 luglio - Jesse Jane, attrice pornografica statunitense († 2024)
- 16 luglio - Justine Joli, ex attrice pornografica statunitense
- 16 luglio - Takehiro Kashima, ex ginnasta giapponese
- 16 luglio - Jamie King, coreografo e ballerino statunitense
- 16 luglio - Daniel López Pinedo, ex pallanuotista spagnolo
- 16 luglio - Oliver Marach, ex tennista austriaco
- 16 luglio - Elvira Nikolaisen, cantante e cantautrice norvegese
- 16 luglio - Qairat Otabaev, ex calciatore uzbeko
- 16 luglio - Aleksandra Vujović, ex cestista montenegrina
- 17 luglio - Derrick Allen, allenatore di pallacanestro e ex cestista statunitense
- 17 luglio - Emil Angelov, ex calciatore bulgaro
- 17 luglio - Javier Camuñas, ex calciatore spagnolo
- 17 luglio - Mamed Chalidov, artista marziale misto russo
- 17 luglio - Cody Cillo, ex giocatore di baseball statunitense
- 17 luglio - Alexandra Escobar, ex sollevatrice ecuadoriana
- 17 luglio - Cheyne Gadson, ex cestista statunitense
- 17 luglio - Brett Goldstein, attore, comico e sceneggiatore britannico
- 17 luglio - Ovidiu Hațegan, arbitro di calcio rumeno
- 17 luglio - Kaya, cantante e produttore discografico giapponese
- 17 luglio - Johannes Krause, genetista e biochimico tedesco
- 17 luglio - Philip Lawrence, cantante statunitense
- 17 luglio - Ryan Miller, hockeista su ghiaccio statunitense
- 17 luglio - Mauro Mulazzani, canottiere italiano
- 17 luglio - Rashid Ramzi, mezzofondista marocchino
- 17 luglio - José Sand, ex calciatore argentino
- 17 luglio - Robert Thomas, ex giocatore di football americano statunitense
- 17 luglio - Nicolas Yunes, fisico argentino
- 17 luglio - Carlos Zárate Fernández, ex ciclista su strada spagnolo
- 18 luglio - Kristen Bell, attrice, comica e cantante statunitense
- 18 luglio - David Blu, ex cestista statunitense
- 18 luglio - Gareth Emery, disc jockey e produttore discografico britannico
- 18 luglio - Tracy Gahan, ex cestista statunitense
- 18 luglio - Emanuela Galliussi, attrice italiana
- 18 luglio - Bobby Henderson, attivista e fisico statunitense
- 18 luglio - Ryōko Hirosue, attrice e cantante giapponese
- 18 luglio - Nikī Kerameōs, politica greca
- 18 luglio - Derek Magyar, attore e regista statunitense
- 18 luglio - Radek Nečas, ex cestista ceco
- 18 luglio - Nadir Nəbiyev, ex calciatore azero
- 18 luglio - Cristian Ríos, ex calciatore argentino
- 18 luglio - Aiysha Smith, ex cestista statunitense
- 19 luglio - Miloš Buchta, ex calciatore ceco
- 19 luglio - Josh Fadem, attore e comico statunitense
- 19 luglio - Leonardo Ferreira da Silva, calciatore brasiliano
- 19 luglio - Patrick Flomo, allenatore di pallacanestro e ex cestista statunitense
- 19 luglio - Tomo Hafner, allenatore di hockey su ghiaccio e ex hockeista su ghiaccio sloveno
- 19 luglio - Torin Koos, ex fondista statunitense
- 19 luglio - Xavier Malisse, allenatore di tennis e ex tennista belga
- 19 luglio - Adam Muto, sceneggiatore e regista statunitense
- 19 luglio - Jukka Poika, artista finlandese
- 19 luglio - Alice Renavand, ex ballerina francese
- 19 luglio - Chris Sullivan, attore e musicista statunitense
- 19 luglio - Michail Tolstych, attivista e militare ucraino († 2017)
- 19 luglio - Mark Webber, attore, sceneggiatore e regista statunitense
- 20 luglio - Éric Akoto, ex calciatore ghanese
- 20 luglio - Tariq Al-Muwallid, ex calciatore saudita
- 20 luglio - Chris Alexander, ex cestista statunitense
- 20 luglio - Javier Bayon, compositore spagnolo
- 20 luglio - Gisele Bündchen, supermodella brasiliana
- 20 luglio - Rachel Chavkin, regista teatrale statunitense
- 20 luglio - Aleš Gorza, ex sciatore alpino sloveno
- 20 luglio - Jin Goo, attore sudcoreano
- 20 luglio - Kazue Katō, fumettista giapponese
- 20 luglio - Wilson Kebenei, maratoneta keniota
- 20 luglio - Jean-Michel Liade Gnonka, ex calciatore burkinabé
- 20 luglio - Jean Naprapol, calciatore vanuatuano
- 20 luglio - Dag Roar Ørsal, ex calciatore norvegese
- 20 luglio - Gracy Singh, attrice indiana
- 20 luglio - Gavin Williams, ex calciatore gallese
- 21 luglio - Ensar Arifović, ex calciatore bosniaco
- 21 luglio - Abraham Cherono, ex siepista keniota
- 21 luglio - Michele Ciresa, hockeista su ghiaccio e dirigente sportivo italiano
- 21 luglio - Scott Frandsen, canottiere canadese
- 21 luglio - Sprague Grayden, attrice statunitense
- 21 luglio - Justin Griffith, allenatore di football americano e ex giocatore di football americano statunitense
- 21 luglio - Sheila Lambert, ex cestista statunitense
- 21 luglio - Sandra Laoura, ex sciatrice freestyle francese
- 21 luglio - Chris Leben, artista marziale misto statunitense
- 21 luglio - Namiq Məmmədkərimov, giocatore di calcio a 5 e ex calciatore azero
- 21 luglio - CC Sabathia, ex giocatore di baseball statunitense
- 21 luglio - Tom Soetaers, allenatore di calcio e ex calciatore belga
- 21 luglio - Ifeanyi Udeze, ex calciatore nigeriano
- 21 luglio - Anna Wyszkoni, cantante e compositrice polacca
- 21 luglio - Sami Yusuf, cantautore britannico
- 22 luglio - Lauren Bittner, attrice statunitense
- 22 luglio - Gaetano Caridi, allenatore di calcio e ex calciatore italiano
- 22 luglio - Scott Dixon, pilota automobilistico neozelandese
- 22 luglio - Angela Gianolla, ex cestista e allenatrice di pallacanestro italiana
- 22 luglio - Dmitrij Kalinin, hockeista su ghiaccio russo
- 22 luglio - Dirk Kuijt, allenatore di calcio e ex calciatore olandese
- 22 luglio - Marco Marchionni, allenatore di calcio e ex calciatore italiano
- 22 luglio - Hisashi Mizutori, ex ginnasta e allenatore di ginnastica giapponese
- 22 luglio - Jérémy Moreau, allenatore di calcio e ex calciatore francese
- 22 luglio - Gaizka Saizar Lekuona, ex calciatore spagnolo
- 22 luglio - Sergio Santamaría, ex calciatore spagnolo
- 22 luglio - Kate Ryan, cantante belga
- 23 luglio - Tatsuya Endo, fumettista giapponese
- 23 luglio - Javier Noriega, nuotatore spagnolo
- 23 luglio - Marc Schneider, allenatore di calcio e ex calciatore svizzero
- 23 luglio - Craig Stevens, nuotatore australiano
- 23 luglio - Jimmy Tau, ex calciatore sudafricano
- 23 luglio - Michelle Williams, cantautrice, attrice e personaggio televisivo statunitense
- 23 luglio - Salomé di Iorio, arbitro di calcio argentina
- 24 luglio - Wilfred Bungei, ex mezzofondista keniota
- 24 luglio - Marcelo Pereira da Costa, ex calciatore brasiliano
- 24 luglio - Gauge, ex attrice pornografica statunitense
- 24 luglio - Vladislav Frolov, velocista russo
- 24 luglio - Jeff Jillson, ex hockeista su ghiaccio statunitense
- 24 luglio - Ryan Lang, ex hockeista su ghiaccio canadese
- 24 luglio - Gianluca Matarrese, regista cinematografico, sceneggiatore e attore italiano
- 24 luglio - Karina Michelin, modella brasiliana
- 24 luglio - Giovanna Miele, politica italiana
- 24 luglio - Francesco Millesi, ex calciatore italiano
- 24 luglio - Yusuke Mori, ex calciatore giapponese
- 24 luglio - Dmitrij Vorona, politico e avvocato russo
- 24 luglio - Valentina Rovetta, ex ginnasta italiana
- 24 luglio - Joel Stroetzel, chitarrista statunitense
- 24 luglio - Hans Åge Yndestad, ex calciatore norvegese
- 24 luglio - Salman bin Abd al-Aziz bin Salman Al Sa'ud, principe, imprenditore e collezionista d'arte saudita
- 25 luglio - Carolina Capria, scrittrice e sceneggiatrice italiana
- 25 luglio - Cha Du-ri, ex calciatore sudcoreano
- 25 luglio - Rebeka Dremelj, cantante, modella e attrice slovena
- 25 luglio - Diam's, rapper francese
- 25 luglio - Sven Järve, schermidore estone
- 25 luglio - Gevorg Kasparov, ex calciatore armeno
- 25 luglio - Oleh Krasnop'orov, ex calciatore ucraino
- 25 luglio - Jemma Powell, attrice britannica
- 25 luglio - Antonella Serra Zanetti, ex tennista italiana
- 25 luglio - Fatih Solak, ex cestista turco
- 25 luglio - Arata Sugiyama, ex calciatore giapponese
- 25 luglio - Toni Vilander, pilota automobilistico finlandese
- 26 luglio - Jacinda Ardern, ex politica neozelandese
- 26 luglio - Dave Baksh, chitarrista, cantante e produttore discografico canadese
- 26 luglio - Fabien Barel, mountain biker francese
- 26 luglio - Manuela Bocchini, ex ginnasta italiana
- 26 luglio - Lyndsay Faye, scrittrice statunitense
- 26 luglio - Robert Gallery, ex giocatore di football americano statunitense
- 26 luglio - Riem Hussein, arbitro di calcio e ex calciatrice tedesca
- 26 luglio - Hjálmar Jónsson, allenatore di calcio e ex calciatore islandese
- 26 luglio - Ellen Hamilton Latzen, attrice statunitense
- 26 luglio - Denis Nižegorodov, marciatore russo
- 27 luglio - Carlos Aranda, ex calciatore spagnolo
- 27 luglio - Michail Balandin, hockeista su ghiaccio russo († 2011)
- 27 luglio - William Batista, ex calciatore brasiliano
- 27 luglio - Jessi Combs, conduttrice televisiva e pilota automobilistica statunitense († 2019)
- 27 luglio - Allan Davis, dirigente sportivo e ex ciclista su strada australiano
- 27 luglio - Francine De Paola, lottatrice italiana
- 27 luglio - Thayne Jasperson, attore, cantante e ballerino statunitense
- 27 luglio - Paul Larmand, ex cestista canadese
- 27 luglio - Alena Neŭmjaržyckaja, ex velocista bielorussa
- 27 luglio - Daniel Ponce de León, pugile messicano
- 27 luglio - Johnny Woodly, calciatore costaricano
- 27 luglio - Masato Yoshino, wrestler giapponese
- 27 luglio - Dolph Ziggler, wrestler statunitense
- 27 luglio - Issa Zongo, ex calciatore burkinabè
- 28 luglio - Heiko Butscher, allenatore di calcio, dirigente sportivo e ex calciatore tedesco
- 28 luglio - Stephen Christian, cantautore e musicista statunitense
- 28 luglio - Marc-Éric Gueï, ex calciatore ivoriano
- 28 luglio - Vanja Plisnić, ex cestista serbo
- 28 luglio - Tanc Sade, attore australiano
- 28 luglio - Sam Williams, giocatore di football americano statunitense
- 29 luglio - Sebastián Domínguez, allenatore di calcio e ex calciatore argentino
- 29 luglio - Valentina D'Orso, politica italiana
- 29 luglio - Fernando González, allenatore di tennis e ex tennista cileno
- 29 luglio - Umberto Marotta, ex hockeista in carrozzina italiano
- 29 luglio - Rachel Miner, attrice statunitense
- 30 luglio - Rahman Ahmadi, ex calciatore iraniano
- 30 luglio - Sara Anzanello, pallavolista italiana († 2018)
- 30 luglio - Karina Birkelund, ex sciatrice alpina norvegese
- 30 luglio - April Bowlby, attrice statunitense
- 30 luglio - Roberto Cammarelle, ex pugile italiano
- 30 luglio - Cassidy Janson, attrice e cantante inglese
- 30 luglio - Pa Modou Kah, allenatore di calcio e ex calciatore norvegese
- 30 luglio - Stéphanie Possamaï, judoka francese
- 30 luglio - Justin Rose, golfista inglese
- 30 luglio - Saenchai, thaiboxer thailandese
- 30 luglio - Ricardo Úriz, ex cestista e allenatore di pallacanestro spagnolo
- 30 luglio - Leire Zabala, ex calciatrice spagnola
- 31 luglio - Rina Aiuchi, cantante giapponese
- 31 luglio - Krissy Badé, ex cestista francese
- 31 luglio - Vinícius Bergantin, allenatore di calcio e ex calciatore brasiliano
- 31 luglio - Assaad Bouab, attore francese
- 31 luglio - Jiří Fischer, ex hockeista su ghiaccio ceco
- 31 luglio - Mikko Hirvonen, pilota di rally finlandese
- 31 luglio - Zaven Hovhannisyan, arbitro di calcio armeno
- 31 luglio - Mohamed Husain, ex calciatore bahreinita
- 31 luglio - Ko Ki-gu, ex calciatore sudcoreano
- 31 luglio - Mils Muliaina, ex rugbista a 15 neozelandese
- 31 luglio - Shen Weiwei, schermitrice cinese
- 31 luglio - Juan Pablo Úbeda, ex calciatore cileno